# Kvigilingok, Aljaska
Kvigilingok, Aljaska (енгл. Kwigillingok) насељено је место без административног статуса у америчкој савезној држави Аљаска.

## Демографија
По попису из 2010. године број становника је 321, што је 17 (-5,0%) становника мање него 2000. године.
| Група             | 2000.    | 2010.     |
| Белци             | 7 (2,1%) | 11 (3,4%) |
| Афроамериканци    | 0 (0,0%) | 0 (0,0%)  |
| Азијати           | 0 (0,0%) | 0 (0,0%)  |
| Хиспаноамериканци | 0 (0,0%) | 0 (0,0%)  |
| Укупно            | 338      | 321       |